# NGC 3265
NGC 3265 este o infrared source⁠(d) situată în constelația Leul Mic. A fost descoperită în 11 aprilie 1785 de către William Herschel. Se află la o distanță de 21,8 de megaparseci de Pământ.